# Malé Kršteňany
Malé Kršteňany (em húngaro: Kiskeresnye) é um município da Eslováquia, situado no distrito de Partizánske, na região de Trenčín. Tem 6,29 km² de área e sua população em 2018 foi estimada em 549 habitantes.

## Demografia
| Ano:        | 1994 | 2004    | 2014   | 2024   |
| ----------- | ---- | ------- | ------ | ------ |
| Broj ljudi: | 449  | 514     | 543    | 525    |
| Razlika:    |      | +14,47% | +5,64% | -3,31% |

| Ano:               | 2023 | 2024   |
| ------------------ | ---- | ------ |
| Número de pessoas: | 521  | 525    |
| Diferença:         |      | +0,76% |